# メトロリリック
メトロリリック（英語: MetroLyrics）とは2002年に設立された歌詞専用ウェブサイトである。
2008年4月にライセンスアグリゲータであるグレースノートの歌詞カタログを掲載する許可を得た最初の歌詞専用ウェブサイトとなった。歌詞ライセンスモデルを通して、MetroLyrics.comに歌詞が掲載された時にその著作権者は印税を得ることになっている。掲載全歌詞で支払われる印税はグレースノートで処理される。このようにメトロリリックのライセンスモデルは未許諾か著作権を侵害している多くの歌詞サイトと一線を画している。
メトロリリックのデータベースは16,000人以上のアーティストの100万曲以上の歌で構成されており、アメリカ合衆国とイギリスにおいてGoogleの検索結果によれば9番目の規模のデータベースとされる。 
AOLミュージック、NME、MTV、ビルボードと提携を結んでいる。さらにWinampメディアプレイヤーのオンラインサービスとして自身の歌詞データベースとWinampのサービスを統合させている。
2011年10月、CBSラジオに買収された。